# ماریزویل، ویکتوریا
ماریزویل (به انگلیسی: Marysville) یک شهرک در استرالیا است که در ویکتوریا (استرالیا) واقع شده‌است.

## نگارخانه

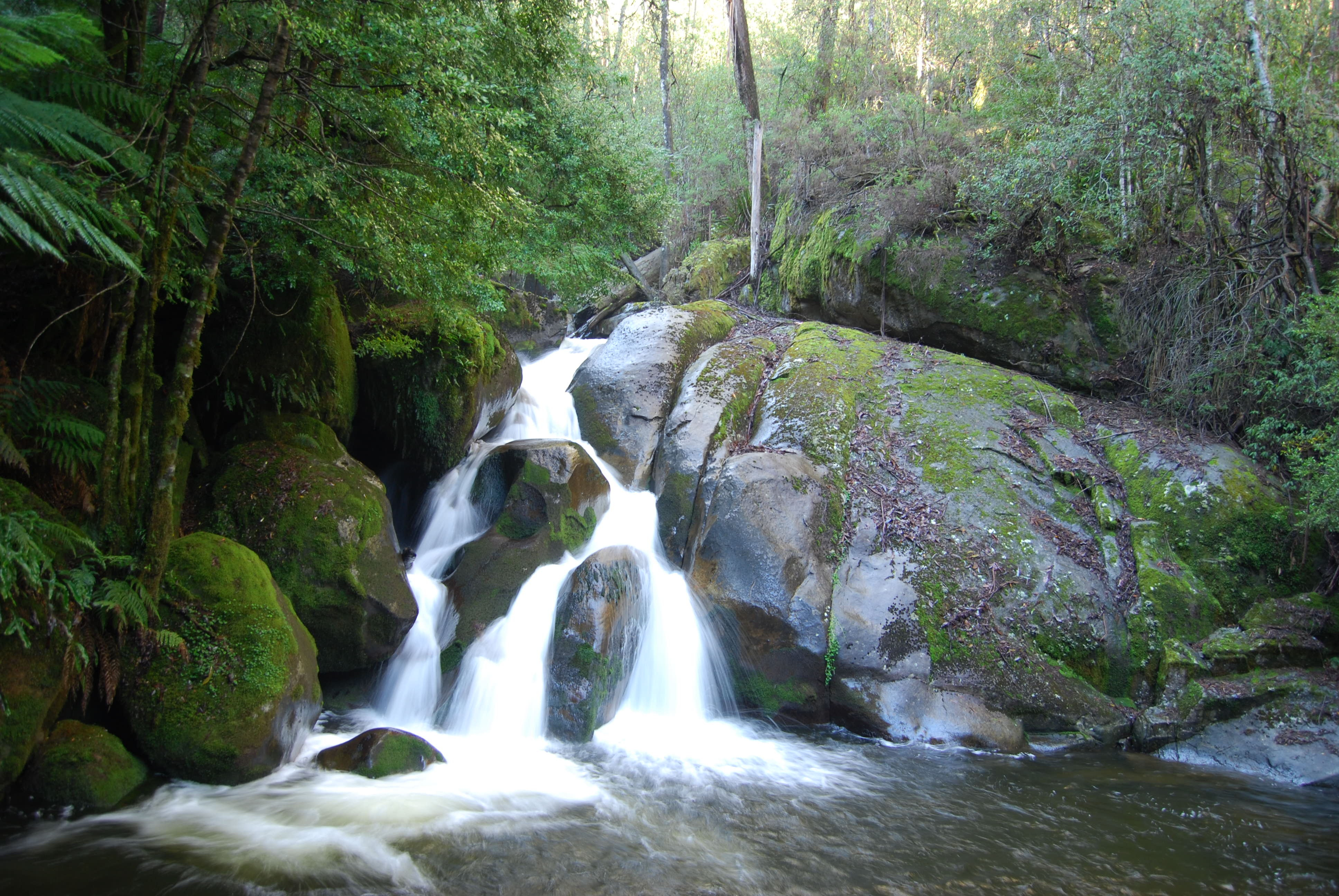
پارک ملی یارا رنجس نزدیک ماریزویل
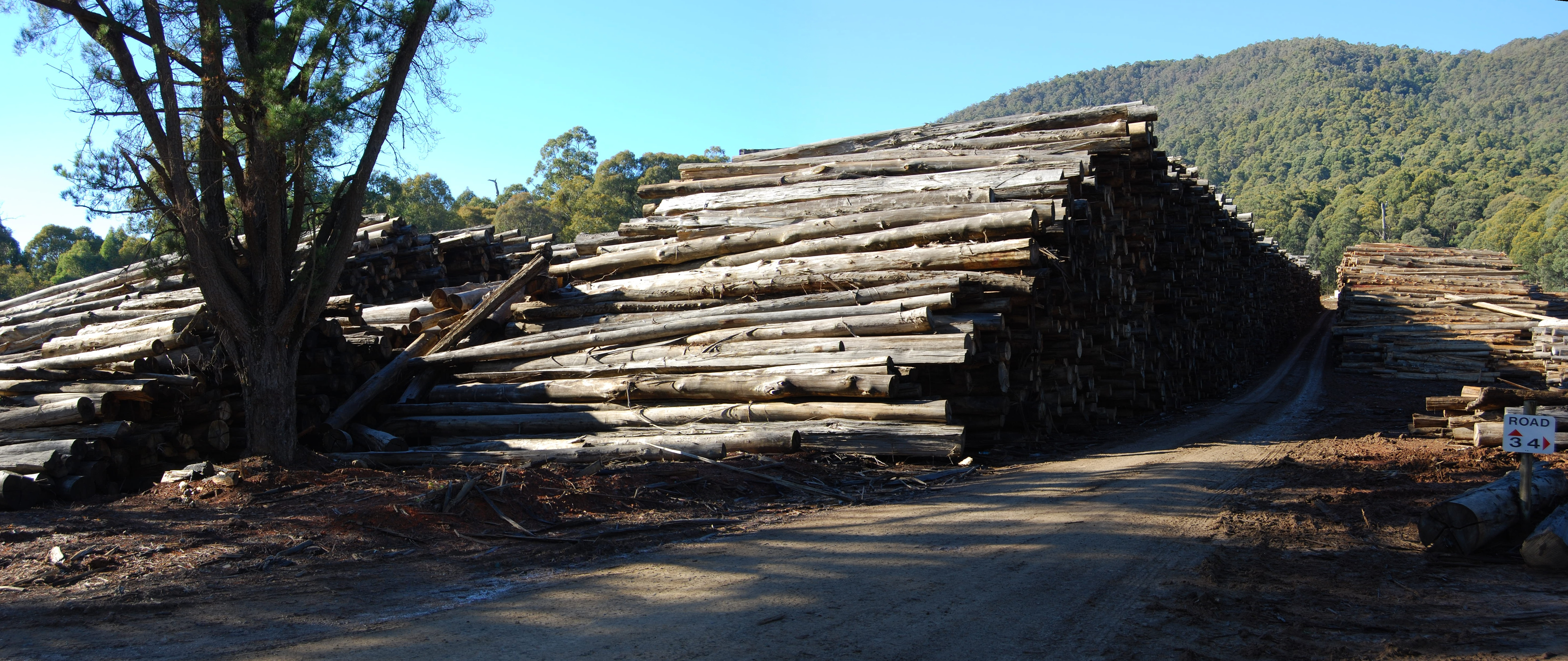
محل بارگیری در نزدیکی ماریزویل